# Ripostes
Pour les articles homonymes, voir Riposte.
Ripostes est un magazine de débat politique français présenté par le réalisateur Serge Moati, diffusé chaque dimanche en direct à 17h45 sur France 5 d'octobre 1999 à  juin 2009.
En mai 2009, le directeur général de France 5, Philippe Vilamitjana, annonce ne pas reconduire Ripostes à la rentrée, mais promet en contrepartie de la remplacer par une nouvelle émission culturelle diffusée le samedi. Il s'agit de l'émission Cinémas.

## Principe de l'émission
L'émission, produite par Image et Compagnie, s'organise autour de débats animés sur des thèmes d'actualité autour d’invités politiques ou associatifs.